# Färdsleskogens naturreservat
Färdsleskogens naturreservat är ett naturreservat i Skepplanda socken i Ale kommun i Västergötland.

## Beskrivning
Området är omkring 50 hektar stort, det inrättades 2016 och förvaltas av Västkuststiftelsen. Skogsväg in i området finns från hemmanet Bodaredal i söder och en naturstig från torpet Heden innanför byn Slittorp i väster. Det är beläget i vildmarksområdet Risveden, i byn Färdsles gamla skog. Området utgörs huvudsakligen av gammal granskog och sumpskog med stora inslag av gamla träd och död ved. Här finns sällsynta mossor, lavar och svampar. Tillsammans med Bergsjöns naturreservat, Skårs naturreservat och Slereboåns dalgång utgör Färdsleskogen del av ett drygt 200 hektar stort sammanhängande område av skyddad vildmark.

## Bilder

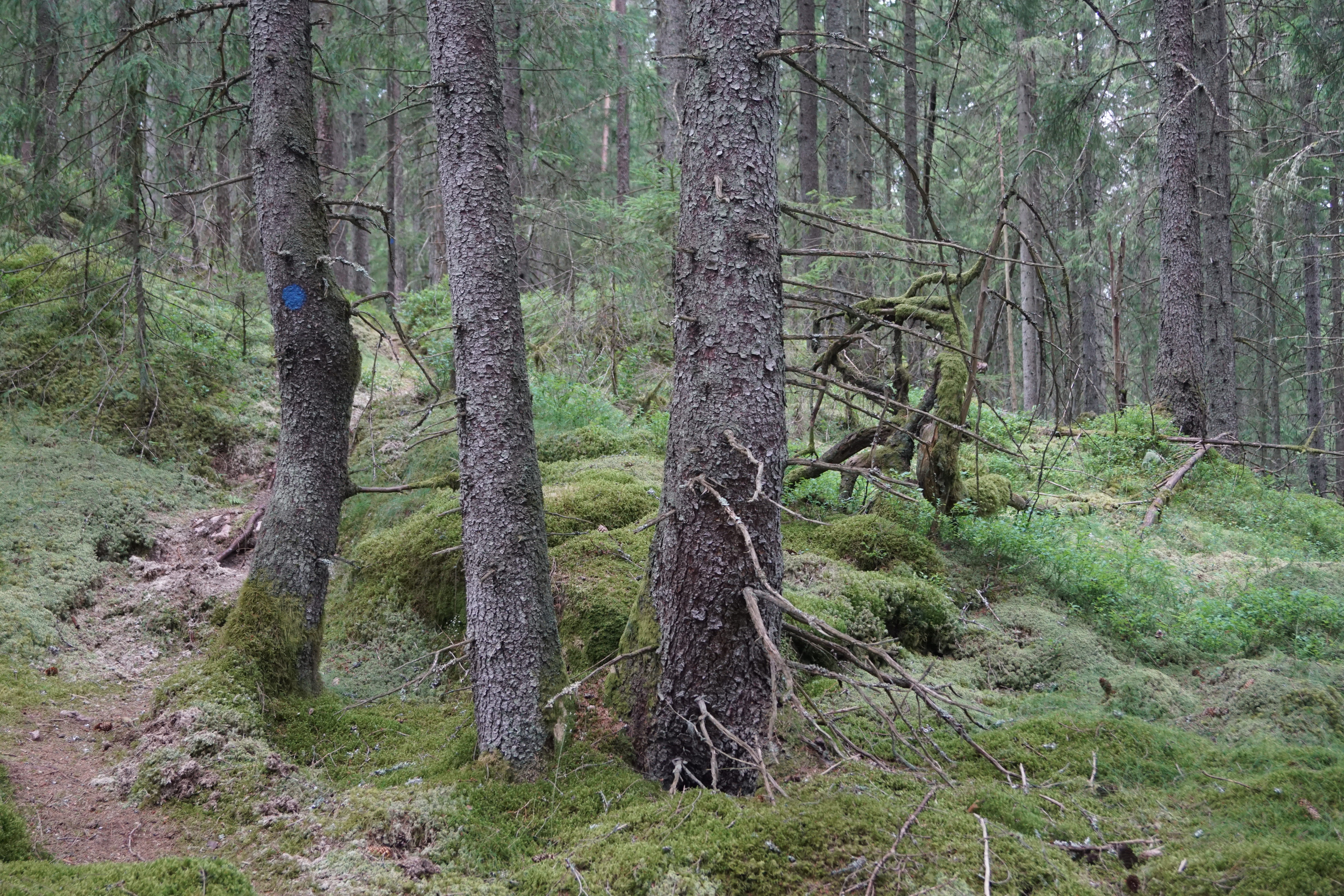
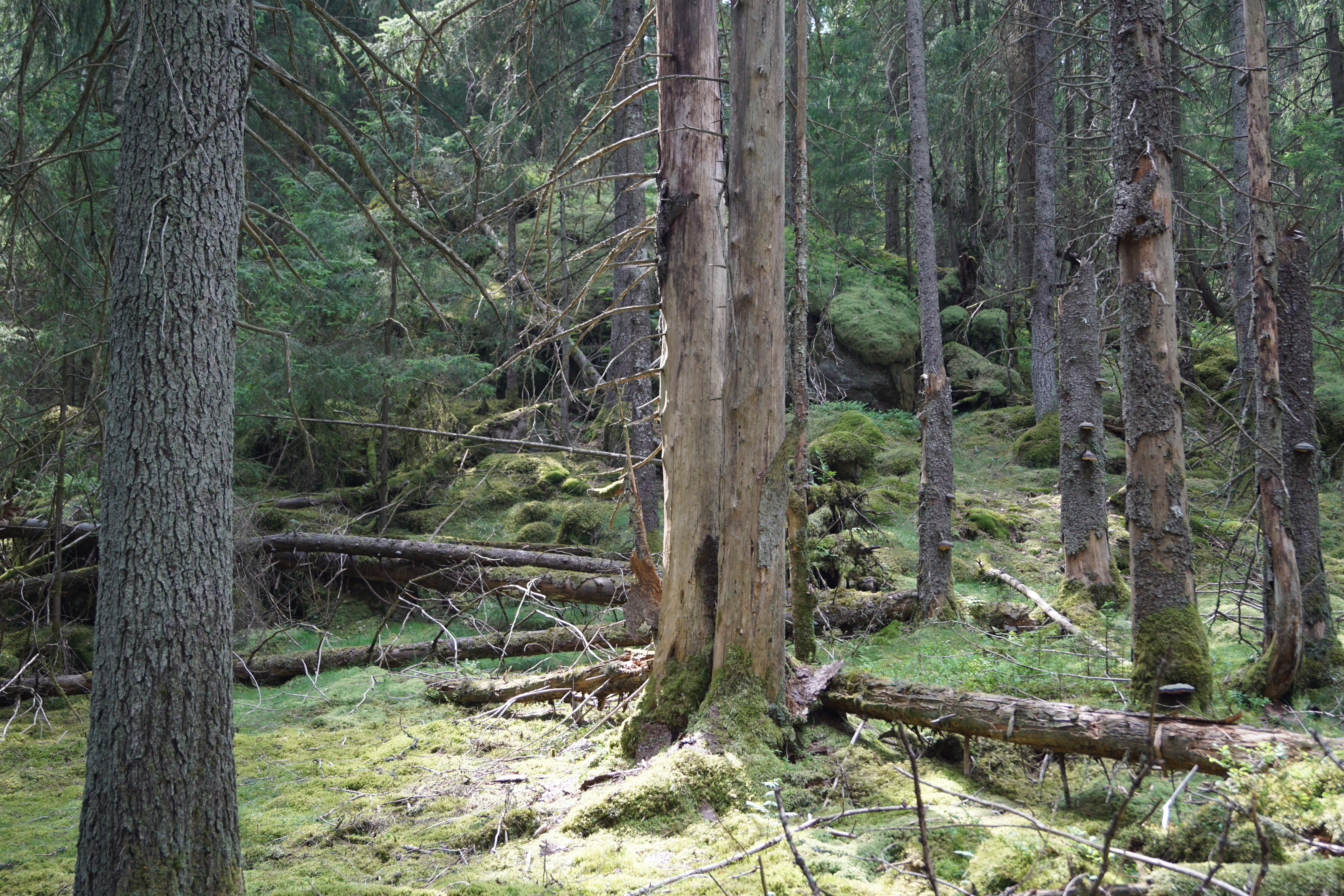
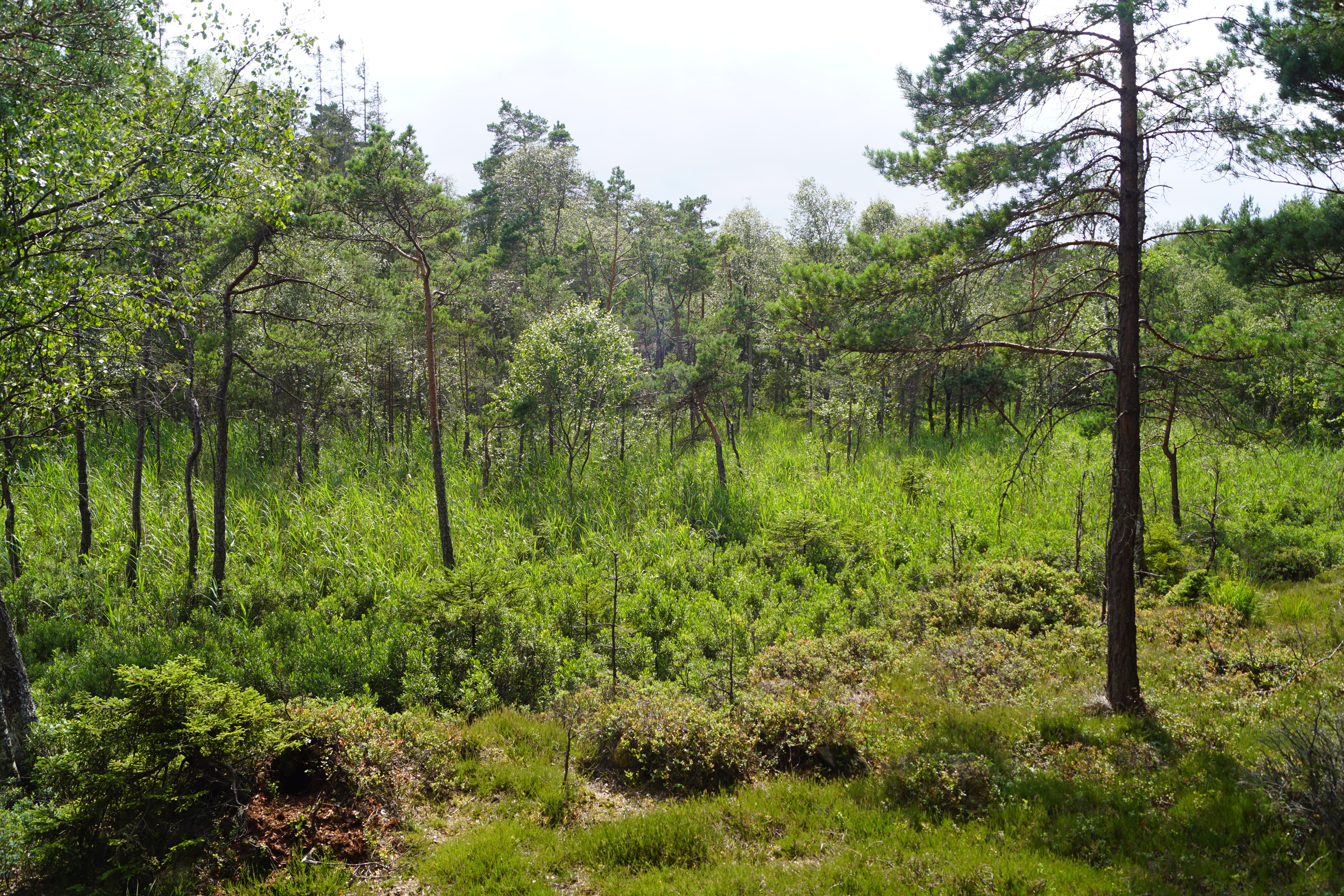
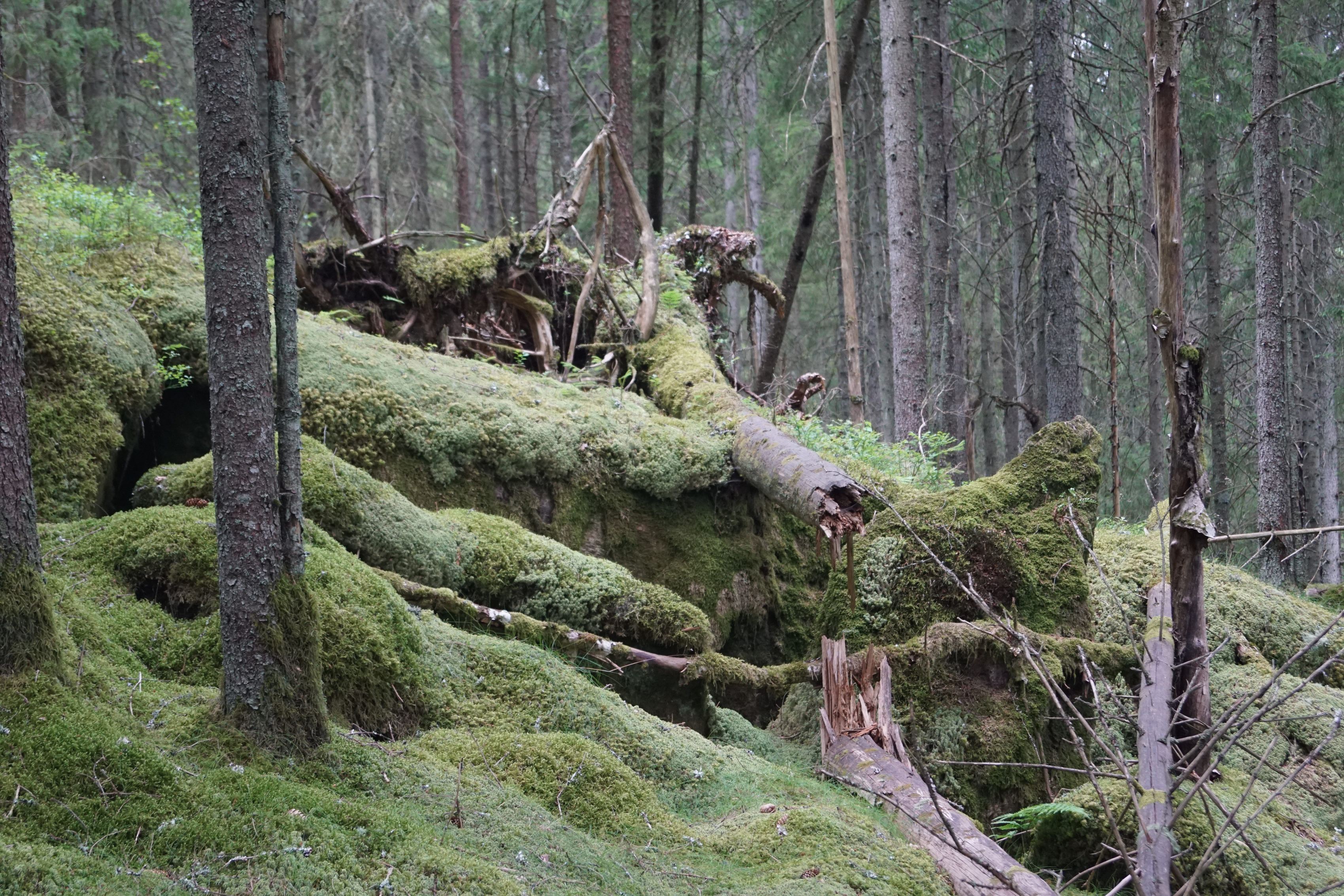